# Liste der Naturdenkmale in Waldbrunn (Odenwald)
| Naturdenkmale | Anzahl |
| ------------- | ------ |
| FND           | 1      |
| END           | 17     |
| Gesamt        | 18     |

Die Liste der Naturdenkmale in Waldbrunn nennt die verordneten Naturdenkmale (ND) der im baden-württembergischen Neckar-Odenwald-Kreis liegenden Gemeinde Waldbrunn. In Waldbrunn gibt es insgesamt siebzehn als Naturdenkmal geschützte Objekte, davon ein flächenhaftes Naturdenkmal (FND) und sechzehn Einzelgebilde-Naturdenkmale (END).
Stand: 1. November 2016.

## Flächenhafte Naturdenkmale (FND)
| Name                     | Bild | Kennung     | Einzelheiten | Position | Fläche Hektar | Datum        |
| ------------------------ | ---- | ----------- | ------------ | -------- | ------------- | ------------ |
| Bubensee                 | BW   | 82251182501 | Waldbrunn    | ⊙        | 4,8           | 17. Mai 1994 |
| Legende für Naturdenkmal |      |             |              |          |               |              |

## Einzelgebilde (END)
| Name                                                                          | Bild | Kennung     | Einzelheiten                                                                            | Position | Fläche Hektar | Datum        |
| ----------------------------------------------------------------------------- | ---- | ----------- | --------------------------------------------------------------------------------------- | -------- | ------------- | ------------ |
| Alte Linde END im Flächendenkmal Bubensee                                     |      | 82251182501 | Waldbrunn                                                                               | ???      | 0,0           | 1. März 1984 |
| Alte Linde                                                                    |      | 82251182517 | Waldbrunn, Waldkatzenbach „Waldkatzenbacher Linde“ oder „Brunnenlinde“ am Lindenbrunnen | ⊙        | 0,0           | 1. März 1984 |
| Birnbaum                                                                      |      | 82251182508 | Waldbrunn                                                                               | ???      | 0,0           | 1. März 1984 |
| Birnbaum                                                                      |      | 82251182509 | Waldbrunn                                                                               | ???      | 0,0           | 1. März 1984 |
| Dorflinde                                                                     |      | 82251182504 | Waldbrunn                                                                               | ???      | 0,0           | 1. März 1984 |
| Esche                                                                         |      | 82251182513 | Waldbrunn                                                                               | ???      | 0,0           | 1. März 1984 |
| Kastanie                                                                      |      | 82251182511 | Waldbrunn                                                                               | ???      | 0,0           | 1. März 1984 |
| Kastanie                                                                      |      | 82251182514 | Waldbrunn                                                                               | ???      | 0,0           | 1. März 1984 |
| Kesslerlinde                                                                  |      | 82251182503 | Waldbrunn                                                                               | ???      | 0,0           | 1. März 1984 |
| Kirschbaum                                                                    |      | 82251182505 | Waldbrunn                                                                               | ???      | 0,0           | 1. März 1984 |
| Zu hausartigem Block aufgestapelte Felsblöcke des Buntsandsteins "Felsenhaus" |      | 82251182502 | Waldbrunn                                                                               | ???      | 0,0           | 1. März 1984 |
| Zwei Eichen                                                                   |      | 82251182506 | Waldbrunn                                                                               | ???      | 0,0           | 1. März 1984 |
| Zwei Kastanien, eine Eiche, eine Linde                                        |      | 82251182510 | Waldbrunn                                                                               | ???      | 0,0           | 1. März 1984 |
| Zwei Linden                                                                   |      | 82251182512 | Waldbrunn                                                                               | ???      | 0,0           | 1. März 1984 |
| Zwei Linden                                                                   |      | 82251182515 | Waldbrunn                                                                               | ???      | 0,0           | 1. März 1984 |
| Zwei Linden                                                                   |      | 82251182516 | Waldbrunn                                                                               | ???      | 0,0           | 1. März 1984 |
| Zwei Mammutbäume                                                              |      | 82251182507 | Waldbrunn                                                                               | ???      | 0,0           | 1. März 1984 |
| Legende für Naturdenkmal                                                      |      |             |                                                                                         |          |               |              |